# River Rock Casino Resort
El River Rock Casino Resort, a Richmond (Colúmbia Britànica), és el casino més gran de la província de Colúmbia Britànica. És propietat de Great Canadian Entertainment. L'hotel compta amb un total de 396 habitacions, tant estàndard com suites, i està situat a la riba d'un riu, amb un port esportiu de 144 places.
El casino té 10.000 visitants per dia de mitjana i l'agost de 2006 va generar prop de 244 milions d'euros de facturació.

## Història

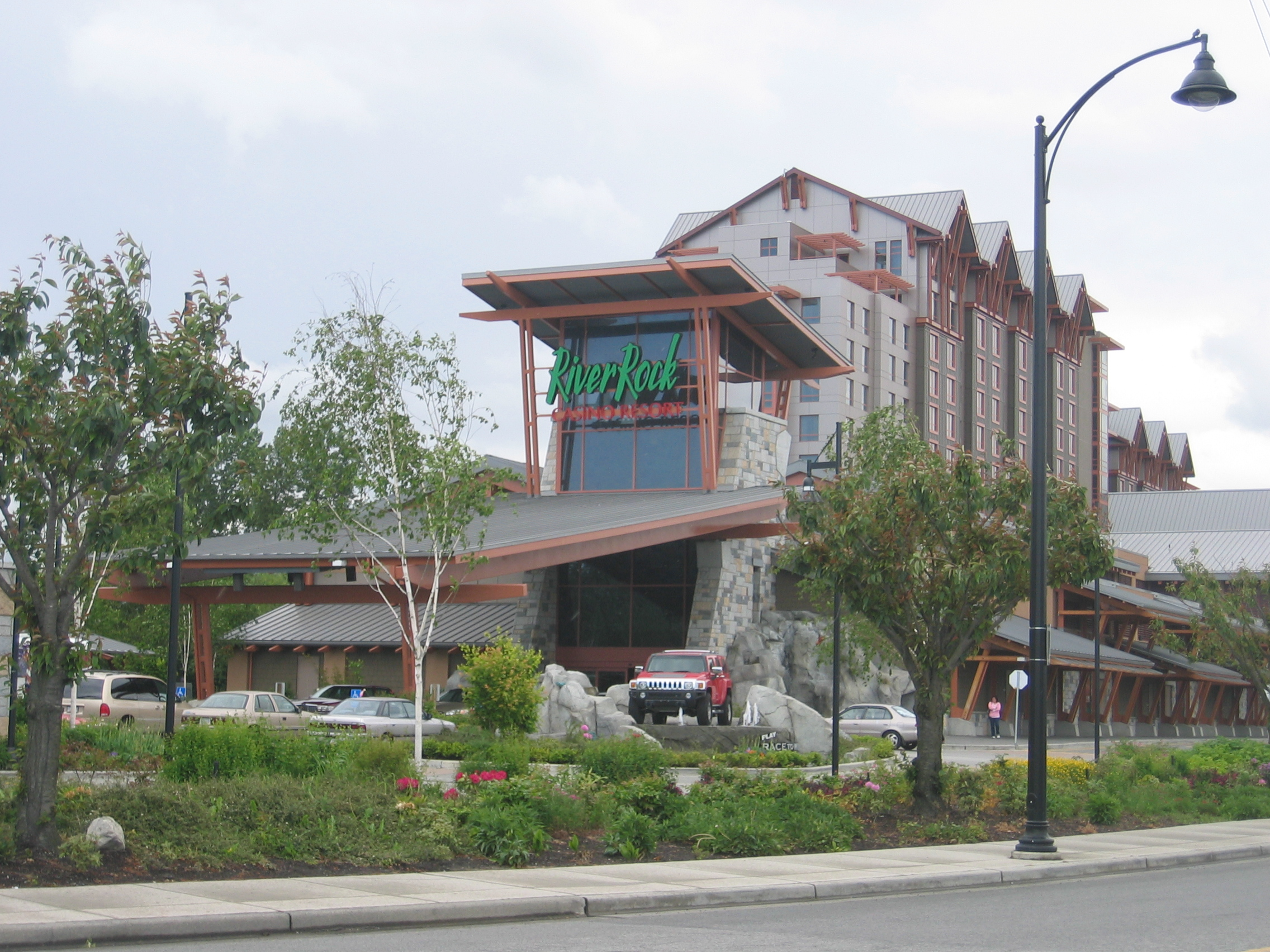
Casino River Rock vist des de l'oest.

El casino es va construir al lloc de l'antic mercat de Bridgepoint de Richmond. Va obrir al públic per primera vegada el 25 de juny de 2004.
Va acollir els campionats de pòquer de la Columbia Britànica el novembre de 2005, 2006 i 2007. L'esdeveniment principal del Johnny Chan Poker Championship també es va celebrar el 2007.
Els Premis Gemini 2006 es van lliurar al River Rock Casino Resort, tot marcant el debut de la cerimònia a la costa oest, ja que normalment se celebra a Toronto.
El gran atri del complex també compta amb les primeres escales mecàniques en espiral instal·lades al Canadà.

## Transport
El casino és servit per l'estació de Bridgeport, del SkyTrain de Vancouver, que es troba davant del casino.
També hi ha una parada d'autobús servida per TransLink.
El casino es troba a uns cinc minuts de l'aeroport internacional de Vancouver, a la Sea Island. També és a prop de l'autopista 99, la carretera principal que connecta Vancouver amb els suburbis del sud.
El casino també té previst construir un complex de 1.200 places d'aparcament que han de servir tant per als turismes privats com pel transport públic. La construcció, que es preveu que costi prop de 33 milions d'euros, serà finançada parcialment per TransLink, que donarà a la Great Canadian Casino Corporation uns terrenys per valor de 9,5 milions de dòlars i 4,5 milions de dòlars en efectiu. Els usuaris hauran de pagar 2,50 dòlars per utilitzar la instal·lació.

## River Rock Casino i la indústria cinematogràfica
Com que la zona de Vancouver té una gran indústria cinematogràfica, River Rock ha acollit diverses produccions que busquen llocs de rodatge de casinos. Tot i que en general això és ben rebut, hi ha hagut alguns incidents lamentables. El 8 de novembre de 2006, tres fotògrafs es van dirigir a una secció tancada del balcó de l'hotel amb la intenció de fotografiar l'actriu Denise Richards durant el rodatge de la pel·lícula Blonde and Blonder. En una discussió posterior, ella hauria llançat un ordinador portàtil que pertanyia a un fotògraf pel balcó, tot colpejant en el procés el braç d'una dona gran en cadira de rodes.
El casino també va aparèixer a l'episodi de Psych titulat "Speak Now or Forever Hold Your Piece".

## Polèmica sobre l'usura
Un informe publicat per la British Columbia Lottery Corporation va destapar que dels 56 incidents en què un client d'un casino a la Colúmbia Britànica va ser prohibit de jugar per una sospita d'usura, 34 d'aquests incidents havien passat a River Rock. La polèmica es va estendre encara més quan l'RCMP va admetre que poca cosa podia fer contra l'usura, si les víctimes no denunciaven. El cas més destacat es va produir quan Rong Lilly Li, un presumpte usurer, va desaparèixer després de ser vist per última vegada pujant a una furgoneta fora del casino el 26 de maig de 2006. El seu cos va ser trobat sense vida el cap de setmana del 9 al 10 de setembre de 2006.
Una auditoria del juny de 2016 va trobar que el casino havia estat permetent, conscientment, que els high rollers compressin fitxes amb fons de prestadors amb restriccions contra el blanqueig de diners que estaven sent investigats per la Policia Muntada del Canadà.